# Verbale Entwicklungsdyspraxie
Die Verbale Entwicklungsdyspraxie (VED) ist eine Entwicklungsstörung kindlichen Sprechens, die durch eine mangelhafte Aussprache gekennzeichnet ist. Der Ursprung ist bisher nicht sicher geklärt, eine Theorie sieht das Problem auf der Ebene der Sprechbewegungsplanung und -programmierung, wodurch die Fähigkeit, die für Sprechproduktionen erforderlichen Bewegungen in ihre räumliche und zeitliche Beziehung zu setzen, stark beeinträchtigt ist. Daraus resultiert das Unvermögen oder die eingeschränkte Fähigkeit für eine geplante Äußerung die Artikulationsorgane willkürlich und kontrolliert einzusetzen. Die VED übt einen störenden Einfluss auf das gesamte, sich gerade entfaltende Sprachsystem aus. Das Sprachverständnis ist von der Störung nicht betroffen, es handelt sich daher um eine Sprechstörung.

## Ätiologie
Als Ursachen werden diskutiert: Industriechemikalien, genetische Disposition, sowie neurologische Auffälligkeiten oder Stoffwechselstörungen.

## Symptomatik
Ein frühes Merkmal ist häufig: kaum Lall- und Plapperproduktionen in der Säuglingszeit. Charakteristika der Störung sind: extrem verzögerter Spracherwerb, kaum verständliche Sprache; Suchbewegungen und/oder stilles Positionieren der Lippen und Zunge vor und während einer Äußerung. Die Lautbildung ist gestört: Es kommen vielfache Lautbildungsfehler, wie Auslassungen, Substitutionen, Vertauschungen, Additionen, Wiederholungen und Verlängerungen von Konsonanten und Vokalen vor; evtl. „Verlust“ bereits beherrschter Wörter;
Hauptmerkmal ist die Variabilität der Lautbildungsfehler (inkonstant und inkonsequent): ein und dasselbe Wort wird auf verschiedene Weise artikuliert.
Häufige Auffälligkeiten in Begleitung einer VED sind Dysgrammatismus, orale/bukkofaziale Apraxie sowie Hyper- oder Hyposensibilität im Mundbereich (Folgen sind z. B. Schmerzäußerungen auch beim vorsichtigen Zähneputzen oder sehr warmer, aber normalerweise problemlos essbarer Nahrung) sowie Saug-, Schluck- und Kauschwierigkeiten. Hier kann die Folge erschwerte, ggf. ungenügende Nahrungsaufnahme sein, insbesondere bei Säuglingen. Bei älteren Kindern ist in dem Fall das Kauen (mehr Beißen als Mahlen) auffällig, es kann im Extremfall bis hin zum Würgen und teilweisen Erbrechen beim Essen (auch fein pürierter Breinahrung) gehen. Ggfs. werden diverse Nahrungsmittel aufgrund ihrer Konsistenz vom Kind abgelehnt.

## Therapie
Häufig entsteht der Verdacht auf eine Verbale Entwicklungsdyspraxie erst aufgrund mangelnder oder minimaler Fortschritte trotz langer Sprachtherapie. In einer Cochrane-Analyse von 2008 wird resümiert, dass die Studienlage keine Therapieform erlaubt anzugeben, die erfolgreich sei. Aus klinischer Erfahrung scheinen mundmotorische Übungen nicht zielführend zu sein. Ein möglicher Ansatz ist die multisensorielle Assoziationsmethode, bei der den einzelnen Lauten visuelle und taktil-kinästhetische Hinweisreize zugeordnet werden. Die Wiederholungsrate der jeweiligen Übungsinhalte muss dazu extrem hoch sein, um die Automatisierung von Sprechbewegungsabläufen erreichen zu können. Daher ist die intensive Einbindung der Bezugspersonen in die Therapiearbeit noch mehr als sonst unabdingbar für den Erfolg der Therapie.
Diverse Therapieansätze: Assoziationsmethode McGinnis mod. (R.Meir); Ko-Art (U. Becker-Redding); VEDiT (A. Schulte-Mäter); TOLGS (I. Wurzer); TAKTKIN (Birner-Janusch); Dyspraxie Programma (NL 1993, deutsche Adaptation).

## Assoziationen und Komorbiditäten
Wie auch die Dyspraxie im Allgemeinen ist die VED oft mit anderen Störungen verbunden bzw. es ist ein häufigeres Auftreten derselben festzustellen. Solche sind z. B.
- Orofaciale Störungen,
- Dysgrammatismus
- auffällige Grob- und Feinmotorik,
- Dyslexie bzw. Lese- und Rechtschreibstörung (LRS),
- Dyskalkulie,
- Aufmerksamkeitsdefizit-/Hyperaktivitätsstörung (ADHS)
- Autismus bzw. Autismus-Spektrum-Störungen (ASS) wie das Asperger-Syndrom.